# Luis Aguilar (cyclisme)
Pour les articles homonymes, voir Aguilar.
Aguilar  Méndez est un nom espagnol. Le premier nom de famille, en général paternel, est Aguilar ; le second, en général maternel, souvent omis, est Méndez.
Luis Aguilar Méndez, né le 15 avril 2003 à Cartago, est un coureur cycliste costaricien.

## Biographie
Durant son enfance, Luis Aguilar joue d'abord au football. Il finit toutefois par se lancer dans le cyclisme vers l'âge de treize ans en empruntant le vélo de son frère aîné,. Chez les juniors, il devient champion du Costa Rica de VTT en 2020. Il remporte également le titre national sur route en 2021. 
Lors de la saison 2023, il est sacré champion d'Amérique centrale de cross-country chez les espoirs. Il s'impose par ailleurs sur le cross-country short track aux championnats du Costa Rica de VTT. La même année, il représente son pays au championnat du monde de cross-country marathon, organisé en Écosse. Il obtient également de bons résultats sur route en terminant premier de la version espoir du Tour du Costa Rica et treizième du Tour du Guatemala, où il s'adjuge le classement du meilleur jeune. 
En 2024, il intègre l'effectif de l'équipe continentale Canel's-Java, qui évolue sous licence mexicaine. Il conserve toutefois une licence dans un club costaricien, en se consacrant davantage à la route. Bon grimpeur, il se classe troisième du Tour du Panama, remporté par son coéquipier Gabriel Rojas.

## Palmarès sur route
- 2021
  -  Champion du Costa Rica sur route juniors
- 2023
  - Vuelta del Porvenir :
    - Classement généra
    - 4e étape
- 2024
  - 3e du Tour du Panama
- 2025
  -  Champion du Costa Rica sur route espoirs
  - 3e du championnat du Costa Rica du contre-la-montre espoirs

## Palmarès en VTT

### Championnats d'Amérique centrale
- Guatemala 2023
  -  Médaillé d'or du cross-country espoirs

### Championnats nationaux
- 2020
  -  Champion du Costa Rica de cross-country juniors
- 2023
  -  Champion du Costa Rica de cross-country short track
  - 3e du championnat du Costa Rica de cross-country
- 2024
  - 3e du championnat du Costa Rica de cross-country short track